# Lluís Casassas i Simó
Lluís Casassas i Simó (Sabadell, 2 d'abril de 1922 - Barcelona, 23 de juny de 1992) fou un geògraf català, fill del pedagog renovador Enric Casassas i Cantó, germà del pediatre Oriol Casassas i Simó i del químic Enric Casassas i Simó.

## Biografia
Es llicencià en Geografia a la Universitat de Barcelona l'any 1972 i a partir d'aleshores fou professor d'aquest universitat, on es doctorà l'any 1976 amb la tesi El paper de Barcelona en la formació i en l'ordenació del territori de Catalunya. Col·laborà amb el també geògraf sabadellenc Pau Vila en diversos estudis sobre Barcelona, especialment a Barcelona i la seva rodalia al llarg del temps (1974), i s'interessà per altres aspectes de la geografia catalana: El Lluçanès, evolució entre 1950 i 1970 (1975) o Fires i mercats a Catalunya (1978), però especialment aprofundí en l'organització del territori, per la qual cosa publicà –en col·laboració amb J. Clusa– L'organització territorial de Catalunya (1981) i Organització territorial i administrativa de Barcelona (1981). Des de 1986 va ser catedràtic de geografia regional, fins que es va jubilar el 1988, en què va passar a ser síndic de greuges de la Universitat de Barcelona.